# Departamentul Littoral
Departamentul Littoral este o unitate administrativă de gradul I  a Beninului. Reședința sa este orașul Cotonou.